# Sénaillac-Latronquière
Sénaillac-Latronquière – miejscowość i gmina we Francji, w regionie Oksytania, w departamencie Lot.
Według danych na rok 1990 gminę zamieszkiwało 169 osób, a gęstość zaludnienia wynosiła 15 osób/km² (wśród 3020 gmin regionu Midi-Pireneje Sénaillac-Latronquière plasuje się na 894. miejscu pod względem liczby ludności, natomiast pod względem powierzchni na miejscu 996.).